# 김현정의 뉴스쇼
《김현정의 뉴스쇼》는 CBS 표준FM에서 매주 평일 아침 7시 10분부터 오전 9시까지 방송되는 라디오 시사 프로그램이다.

## 방송 시간
| 방송사     | 방송 기간                         | 방송 시간                          | 방송 분량  |
| ---------- | --------------------------------- | ---------------------------------- | ---------- |
| CBS 표준FM | 2014년 5월 19일 ~ 2020년 3월 20일 | 매주 평일 아침 7시 30분 ~ 오전 9시 | 1시간 30분 |
| CBS 표준FM | 2020년 3월 23일 ~ 2024년 3월 1일  | 매주 평일 아침 7시 20분 ~ 오전 9시 | 1시간 40분 |
| CBS 표준FM | 2024년 3월 4일 ~ 현재             | 매주 평일 아침 7시 10분 ~ 오전 9시 | 1시간 50분 |
| CBS 표준FM | 2008년 5월 12일 ~ 2014년 5월 16일 | 매주 평일 아침 7시 ~ 오전 9시      | 2시간      |

## DJ
| 대수 | 진행자          | 진행 기간                          | 비고  |
| ---- | --------------- | ---------------------------------- | ----- |
| 1대  | 김현정 PD       | 2008년 5월 12일 ~ 2014년 11월 8일  | [ 1 ] |
| 2대  | 박재홍 아나운서 | 2014년 11월 10일 ~ 2015년 9월 11일 |       |
| 3대  | 김현정 PD       | 2015년 9월 14일 ~ 현재             | [ 3 ] |

## 코너

### 매일 코너
- 뉴스 연구소 - 매일 아침 뉴스를 짚어주는 시간
- 화제의 인터뷰 - 아침 8시대 출근길의 시민들에게 관심을 끌 만한 화제의 주인공을 인터뷰한다.
- 음향뉴스 현장 - 현장의 목소리를 가감없이 담아낸 코너.
- 친절한 대기자 - 뉴스 속 숨은 속사정을 파헤쳐보는 코너이다.

### 요일별 코너
- 월요일 : 이택수의 여론 - 매주 1개 주제의 여론조사 그리고 민심의 흐름
- 화요일 : 뉴스닥 - 상한가와 하한가를 정해 토론하는 코너. 고정 게스트는 이준석 바른정당 노원병 당협위원장과 허성무 새미래정책연구소 소장
- 수요일 : 라디오 재판정 - 법률가의 시선으로 분석하는 이슈와 인물
- 목요일 : 탐정 손수호 - 각종 사건사고를 보는 새로운 눈
- 금요일 : 훅! 뉴스 - 기자가 직접 훅~ 들어가서 확인한 뉴스의 진실

## 타이틀 변천사
| 기수 | 프로그램 타이틀 | 방송 기간                          |
| ---- | --------------- | ---------------------------------- |
| 1기  | 김현정의 뉴스쇼 | 2008년 5월 12일 ~ 2010년 4월 30일  |
| 2기  | 이종훈의 뉴스쇼 | 2010년 5월 3일 ~ 2010년 10월 8일   |
| 3기  | 변상욱의 뉴스쇼 | 2010년 10월 11일 ~ 2011년 5월 20일 |
| 4기  | 김현정의 뉴스쇼 | 2011년 5월 23일 ~ 2014년 11월 7일  |
| 5기  | 박재홍의 뉴스쇼 | 2014년 11월 10일 ~ 2015년 9월 11일 |
| 6기  | 김현정의 뉴스쇼 | 2015년 9월 14일 ~ 현재             |

## 수상
- 2008년 제35회 한국방송대상 취재보도 라디오부문 작품상 - '택시뉴스'
- 2009년 제36회 한국방송대상 앵커상 - 김현정
- 2012년 제24회 한국PD대상 시사/교양/드라마부문 라디오 작품상
- 2012년 제39회 한국방송대상 시사보도제작 라디오부문 작품상 - '한 달 간의 민생탐방'

'한 달 간의 민생탐방'은 제19대 국회의원 총선거를 한 달 앞두고 민생은 뒷전으로 밀려나 있음을 지적한 보도제작물로, 상징적 민생 현장 22곳을 선정하여 한 달 간 방송하였다.
- 2013년 방송비평상(한국방송비평학회 및 한국방송비평회 주관) 라디오보도부문 대상
- 2014년 제26회 한국PD대상 올해의 PD상

이례적으로 TV 프로그램을 모두 제치고 라디오가 대상을 타는 대기록을 세웠다. 이것은 한국PD대상 역사상 두번째 일인데 첫번째는 17년 전 CBS 라디오 〈시사자키〉가 세운 기록이었다. 이로써 CBS는 라디오 시사프로그램의 명가임을 다시 한번 입증했다.
- 2015년 제42회 한국방송대상 시사보도 라디오부문 작품상 - '권영철의 why뉴스'
- 2016년 제28회 한국PD대상 시사/교양/드라마부문 라디오 작품상
- 2016년 제43회 한국방송대상 시사보도 라디오부문 작품상 - '소리로 기록한 대한민국 음향실록 음향뉴스 현장'
- 2022년 제49회 한국방송대상 시사보도 라디오부문 작품상 (CBS '김현정의 뉴스쇼' 특집기획 '굿모닝 미얀마' 편)

## 사건, 사고
2020년 8월 18일, 김현정의 뉴스쇼 고정 패널인 김정훈 기자가 코로나19 확진 판정을 받으면서 이 프로그램을 포함한 CBS 정규방송 일체가 중단되었다. 김정훈 기자와 같은 공간에 있었던 앵커인 김현정 PD 외에 다수의 PD와 스태프, 기자들은 전부 자가격리에 돌입하였으며 전날인 8월 17일 김정훈 기자의 포인트 뉴스 코너 직후 출연한 이낙연 더불어민주당 대표 역시 코로나19 검사를 받았다.

## 같이 보기
- 뉴스
- 시사
- 정치